# Marcelo Costa Santos
Marcelo Costa Santos (Rio de Janeiro, 13 de outubro de 1954) é um cantor, compositor, violonista e ator brasileiro. Iniciou a carreira artística na década de 1970. Como ator, atuou no filme Minha Namorada, sob direção de Zelito Viana e Armando Costa. e no filme A Viúva Virgem, de 1972, dirigido por Pedro Carlos Rovai. Seu primeiro disco foi gravado em 1976.
Entre seus sucessos, destacam-se "Abre coração" (composta por ele e Jim Capaldi), "Nós dois" e "Estrela do meu clip".